# Киевский округ
Киевский округ (укр. Київська округа) — единица административного деления Украинской ССР, существовавшая с апреля 1923 по июль 1930 года. Административный центр — город Киев. 
Образован в 1923 году в составе Киевской губернии. 
В июне 1925 года губернии на Украине были упразднены, и округ перешёл в прямое подчинение Украинской ССР.
Всего на 1 января 1926 года в УССР были 41 округ и 636 районов.
Округ упразднён в июле 1930, как и большинство округов СССР. Районы переданы в прямое подчинение Украинской ССР.
По данным переписи 1926 года, численность населения составляла 1592,9 тысячи человек. В том числе украинцы — 78,0 %; евреи — 10,2 %; русские — 8,7 %; поляки — 1,6 %.

## Административное деление
Изначально делился на 25 районов: Барышевский, Березанский, Бышевский, Бориспольский, Бородянский, Броварский, Брусиловский, Будаевский, Васильковский, Великодымерский, Германовский, Гостомельский, Дымерский, Жукинский, Иванковский, Кагарлыцкий, Макаровский, Обуховский, Переяславский, Ржищевский, Рогозовский, Розважевский, Хабенский, Чернобыльский и Шепелицкий. Районное деление неоднократно менялось.